# أوغست شيرل

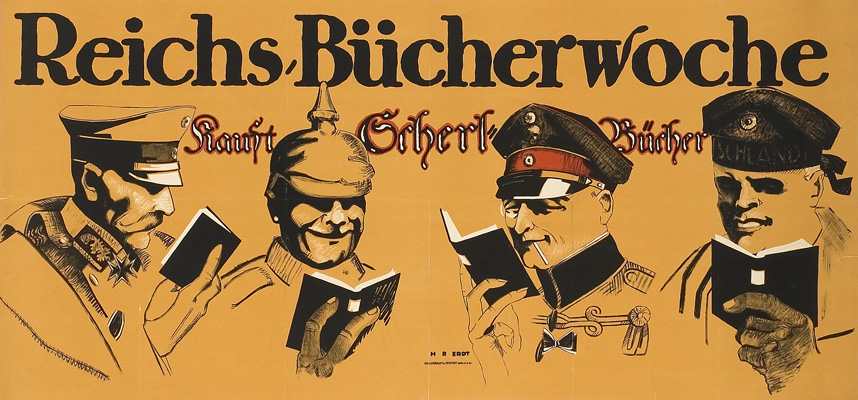
شراء كتب Scherl! ملصق إعلاني من تأليف هانز رودي اردت 1915/16

أوجست شيرل (بالألمانية: August Scherl)‏، قطب الصحافة الألمانية، في 24 يوليو 1849 في دوسلدورف، وتوفي في 18 أبريل 1921 في برلين.